# Albeřice
Albeřice (německy Alberitz) jsou malá vesnice a část obce Verušičky v okrese Karlovy Vary v Karlovarském kraji. Stojí asi tři kilometry severozápadně od Verušiček v katastrálním území Albeřice u Hradiště (stojí v něm i místní část Malý Hlavákov).

## Název
Název vesnice je odvozen z osobního jména Alber ve významu ves lidí Alberových. V historických pramenech se jméno vesnice objevuje ve tvarech: zu Alberitz (1378), z Albeřic (1508), v ves Alberžicze (1589), Alberžicze (1654) nebo Klein-Alberitz (1847).

## Historie
První písemná zmínka o vesnici pochází z roku 1378, kdy císař Karel IV. koupil několik statků, mezi nimiž se nacházely i Albeřice. Ještě téhož roku je jako léno dostal Boreš z Rýzmburka. Další zpráva z roku 1486 vesnici uvádí v majetku Jindřicha z Plavna a roku 1508 se vesnice objevila v přídomku Anny z Albeřic. Na konci šestnáctého století Albeřice byly součástí panství Verušičky, ale berní rula z roku 1654 je uvádí u panství Luka. Tehdy ve vsi žili tři sedláci a dva chalupníci, kteří dohromady měli třináct potahů a chovali deset krav, devatenáct jalovic, osm ovcí, devatenáct prasat a čtyři kozy. Na kamenitých polích se pěstovalo žito a pšenice, ale hlavním zdrojem obživy byl chov dobytka.
V roce 1709 byly Albeřice převedeny opět k Věrušičkám. V osmnáctém století si vrchnost ve vsi vystavěla malý zámek. V roce 1910 byly pozemky zdejšího dvora rozparcelovány a prodány místním drobným zemědělcům, jichž po roce 1918 hospodařilo 28, ale jen ke čtyřem usedlostem patřily pozemky s výměrou větší než dvacet hektarů. Ze služeb byl k dispozici obchod, dva hostince a řemeslo provozovali kovář, kolář a švec.
Před druhou světovou válkou v Albeřích převažovalo německé obyvatelstvo. Při všeobecné mobilizaci v roce 1938 zdejší Němci odmítli nastoupit do armády a ukrývali se v lesích v okolí Holeticích a Lochotína. Německá armáda byla ve vesnici přivítána 5. října 1938.
Po zřízení vojenského újezdu Hradiště byla většina původní zástavby vesnice zbořena a nahradily ji tři bytové domy pro rodiny zaměstnanců vojenského újezdu.

## Přírodní poměry

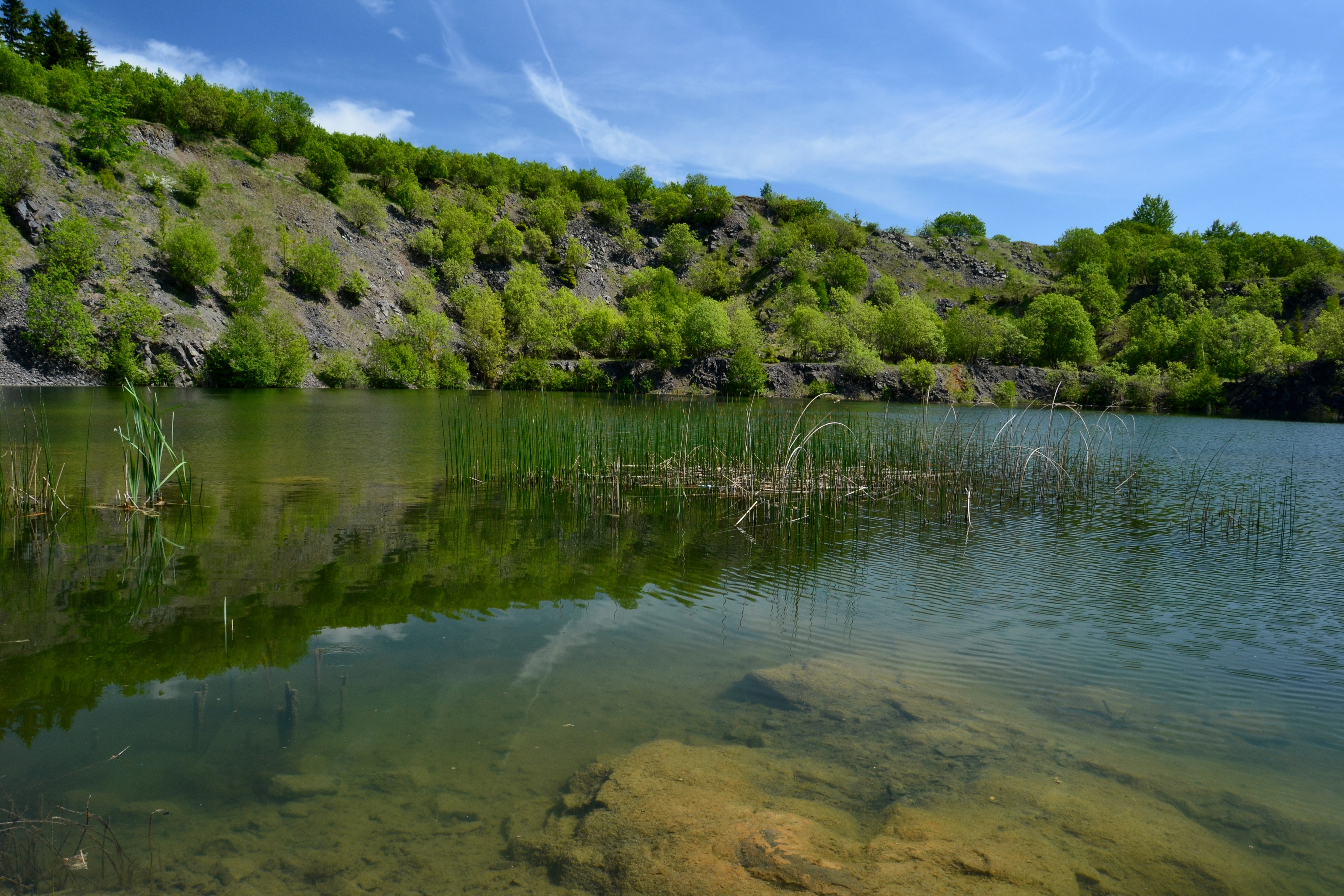
Albeřický lom severovýchodně od vesnice

Albeřice stojí v katastrálním území Albeřice u Hradiště v okrese Karlovy Vary, asi tři kilometry severozápadně od Verušiček. Nachází se v nadmořské výšce okolo 620 metrů. Oblast leží na jižním okraji Doupovských hor, konkrétně v jejich okrsku Hradišťská hornatina. Půdní pokryv tvoří kambizem eutrofní. Vesnicí protéká Albeřický potok, který je přítokem Lochotínského potoka a ten se vlévá do Velké Trasovky. Severovýchodně od vesnice se nachází opuštěný a částečně zatopený kamenolom.
V rámci Quittovy klasifikace podnebí Albeřice stojí v mírně teplé oblasti MT3, pro kterou jsou typické průměrné teploty −3 až −4 °C v lednu a 16–17 °C v červenci. Roční úhrn srážek dosahuje 600–750 milimetrů, počet letních dnů je 20–30, počet mrazových dnů se pohybuje od 130 do 160 a sněhová pokrývka zde leží 60–100 dnů v roce.

## Obyvatelstvo
Při sčítání lidu v roce 1921 zde žilo 145 obyvatel (z toho 69 mužů), z nichž byl jeden Čechoslovák, 143 Němců a jeden cizinec. Kromě jednoho evangelíka se hlásili k římskokatolické církvi. Podle sčítání lidu z roku 1930 měla vesnice 176 obyvatel: sedm Čechoslováků, 164 Němců, jednoho člověka jiné národnosti a čtyři cizince. Kromě římskokatolické většiny ve vsi žilo šest evangelíků, jeden člen církve československé a dva lidé bez vyznání.
|                                                        | 1869 | 1880 | 1890 | 1900 | 1910 | 1921 | 1930 | 1950 | 1961 | 1970 | 1980 | 1991 | 2001 | 2011 | 2021 |
| ------------------------------------------------------ | ---- | ---- | ---- | ---- | ---- | ---- | ---- | ---- | ---- | ---- | ---- | ---- | ---- | ---- | ---- |
| Obyvatelé                                              | 196  | 206  | 202  | 173  | 168  | 145  | 176  | 58   | —    | —    | —    | —    | 121  | 98   | 9    |
| Domy                                                   | 28   | 29   | 31   | 31   | 31   | 33   | 33   | 33   | —    | —    | —    | —    | 9    | 8    | 9    |
| V letech 1950–2015 součást vojenského újezdu Hradiště. |      |      |      |      |      |      |      |      |      |      |      |      |      |      |      |

## Obecní správa
Při sčítání lidu v letech 1869–1930 byly Albeřice obcí v okrese Žlutice. Při zřízení vojenského újezdu se staly jeho součástí, kterou zůstaly do roku 2015. Od 1. ledna 2016 jsou částí obce Verušičky.

## Pamětihodnosti
V západní části vesnice stával jednopatrový zámek s obdélným půdorysem, průčelím členěným sedmi okenními osami a sedlovou střechou. Střed průčelí zdůrazňoval mělký rizalit, v jehož přízemí se nacházel vstup do budovy. K zámku patřil poplužní dvůr, ovčín, myslivna a chovný rybník. Na začátku dvacátého století jej koupil profesor Emanuel Milner, který zde zřídil penzion, v němž probíhaly kurzy vedení domácnosti pro dívky z bohatých rodin. Emanuel Milner na zámku v roce 1929 zemřel, ale jeho rodině zůstal až do roku 1945. Roku 1938 si zámek pronajala firma Adolf Rossbach (vyráběla koberce), která ji využívala k ubytování dětí svých zaměstnanců při ozdravných pobytech. Po druhé světové válce zámek využíval státní statek, ale zanedbával údržbu, až musela být zchátralá budova v polovině roku 1987 zbořena.
Ve vsi bývala kaple Panny Marie Pomocnice křesťanů. Byla postavena v roce 1710, ale roku 1911 nechala obec na jejím místě postavit novou.